# 李·内勒
李·内勒 OAM（1971年1月26日—），澳大利亚女子田径运动员。她曾代表澳大利亚参加1994年和1998年英联邦运动会田径比赛，其中1998年英联邦运动会获得一枚金牌。